# 경주 독락당 조각자나무
경주 독락당 조각자나무는 대한민국 경상북도 경주시 안강읍에 있는 대한민국의 천연기념물이다. 원래 명칭은 '독락당의 중국주엽나무'였으나 2008년 4월 변경되었다.
- 독락당의 중국주엽나무 보관됨 2007-09-29 - 웨이백 머신 - 남북의 천연기념물
- 독락당의 중국주엽나무 - 문화재청